# 남편의 여자
《남편의 여자》는 1992년 9월 23일부터 1992년 10월 15일까지 방영된 한국방송공사 수목드라마이다.

## 기획의도
남성우위문화 속에서 피해를 본 두 여성이 연대하여 자기 자신을 성찰해가는 과정을 통해서, 여성이 어떻게 의존성을 탈피하고 주체적으로 살아갈 것인지를 제시하는 드라마

## 줄거리
사회적으로 성공한 산부인과 의사 겸 의학칼럼니스트인 아내 금재에게 정태는 남자로서의 위축감을 느낀다. 그는 아내 몰래 젊고 청순한 같은 부서 말단사원인 혜주와 불륜을 저지르고, 그녀와의 관계를 통해 위축감에 대한 보상을 받으려 한다. 그러나 정태는 가정을 깨겠다는 생각은 조금도 없다. 그러던 와중 혜주는 뜻하지 않게 임신을 하게 되고, 혜주가 아이를 낳겠다고 고집하자 정태는 가정이 깨질지도 모른다는 위기감을 느낀다.
정태는 혜주에게 낙태를 강요하고, 금재는 혜주의 간곡한 부탁으로 낙태수술을 해준다. 이후 혜주는 한 번 더 임신을 하게 되어 금재에게 재차 낙태수술을 받는다. 낙태수술 후 혜주의 집을 찾은 정태는 혜주가 먹는 약봉지를 보고 그녀가 찾아간 병원이 아내의 산부인과였다는 것을 알게 된다. 그는 무섭게 화를 내며 혜주와 결별을 선언한다.
혜주는 금재가 정태의 아내라는 사실을 모른 채 괴로운 심정을 털어놓고 금재는 혜주를 따뜻한 마음으로 대한다. 혜주는 좌절감과 절망감에 못 이겨 자살을 시도하나 실패한다. 정태를 잊지 못해 괴로워하던 혜주는 자포자기 상태에서 술집 호스티스로 들어간다. 정태는 그곳에서 '강혜리'로 이름까지 바꾼 혜주를 보고 괴로워하다가 아내 금재에게 그녀와의 관계를 고백한다.
금재는 남편 몰래 '강혜리'를 만나기 위해 술집을 찾는다. 남편의 불륜 상대가 단지 술집 여자라고 알고 있던 금재는 '강혜리'가 자신이 임신중절수술을 집도한 여성인 혜주라는 사실에 놀란다. 예상치 못한 남편의 외도로 인해 금재는 자존심에 상처를 받고 이에 어떻게 대처해야할지 쉽게 판단을 내리지 못한다. 금재는 혜주가 점점 망가져가는 과정을 지켜보고, 한 여자의 인생을 망쳐놓고 가정을 지키겠다는 남편에게서 회복할 수 없는 비열함을 본다. 금재와 정태는 별거에 들어가고 정태는 직장에서 파면당한다.
모르는 척하라는 남편의 반대에도 금재는 자주 혜주를 찾고 남편이 파괴해놓은 한 영혼을 되살려놓으려고 부단히 노력한다. 혜주는 마지막으로 정태를 찾아가고 그런 혜주에게 질릴 대로 질린 정태는 혜주에게 폭언을 퍼부으며 냉정하게 돌아선다. 혜주는 금재를 찾아가고 불륜녀인 자신에게 외려 잘 대해준 금재의 잔인함을 원망한다. 혜주는 난소종양으로 인해 쓰러지고, 금재는 혜주를 곧장 자신의 병원으로 데려가 살려낸다.
혜주는 자신을 왜 살려냈나며 금재를 원망하고 죽겠다며 행패를 부린다. 금재는 생명을 경시하는 혜주의 태도에 분노하여 혜주의 뺨을 치고 그녀의 삶의 방식을 질타한다. 금재는 혜주에게 끝까지 냉정한 모습을 보이는 정태에게 또 한 번 실망하고 혜주의 집을 지속적으로 방문하며 혜주를 보살핀다. 혜주는 자신을 진심으로 치료해주는 금재에게 사죄하고 앞으로 건강히 살 것을 약속한다. 마음을 다잡은 혜주의 모습에 안심하던 금재는 혜주의 집을 나서면서 깨진 자신의 가정을 생각하고 착잡해한다.

## 등장 인물
- 고두심 : 박미정 → 박금재 역 - 산부인과 의사 겸 의학칼럼니스트
- 노주현 : 정태 역 - 큰 회사의 자금 담당 상무
- 홍리나 : 강혜주 역 - 정태의 부하 여직원
- 김동주 : 혜주의 언니 역
- 이계인 : 혜주의 형부 역
- 서갑숙 : 금재의 후배 의사 역
- 안연홍 : 수미 역 - 미정과 정태의 딸
- 전원주 : 혜주의 이웃 역
- 정유석

## 수상
- 1993년 제29회 백상예술대상 TV부문 대상, TV부문 여자최우수연기상 고두심
- 1993년 제29회 백상예술대상 TV부문 기술상 차욱진

## 참고 사항
- KBS 수목드라마 최초로 삼화프로덕션(현재 삼화네트웍스)에 외주 제작을 맡겼으며, 삼화프로덕션이 전체 8부작을 사전제작하여 KBS에 공급하였다.[1]
- 작가 홍승연은 SBS 《두려움 없는 사랑》과 동시에 집필중이었다.[3]
- 당초 여주인공의 이름은 '박미정'으로 설정되어 있었으나[2], 박금자 산부인과에서 장소협조를 한 2주 방영분부터 '박금재'로 변경되었다.[4]
- 불건전한 소재로 항의를 받은 바 있다.[5]
- 1994년 1월 8일부터 매주 토요일 오후 2시에 2편씩 앙코르 방송을 하였으며 1998년 초 iTV에서 재편성될 예정이었지만 <베스트 미니시리즈> 신설작[6] 《숨은 그림 찾기》와 마찬가지로 "지역민방이 다시 보여줄 정도의 가치를 지닌 화제의 드라마가 아니다"는 혹평을 받아 무산됐다.